# 約氏雙臀深海鱈
約氏雙臀深海鱈，為輻鰭魚綱鱈形目稚鱈科的其中一種，分布於南極、北極、大西洋及北太平洋海域，為深海底棲性魚類，深度450-3000公尺，體長可達56公分，棲息在底層水域，以甲殼類及頭足類等為食，生活習性不明。